# Soyouz T-11
Pour les articles homonymes, voir T-11.
 (mars 2023).
Si vous disposez d'ouvrages ou d'articles de référence ou si vous connaissez des sites web de qualité traitant du thème abordé ici, merci de compléter l'article en donnant les références utiles à sa vérifiabilité et en les liant à la section « Notes et références ».
Soyouz T-11 est une mission spatiale soviétique lancée en avril 1984.

## Équipage
Décollage :
- Iouri Malychev (2)
- Guennadi Strekalov (4)
- Rakesh Sharma (1)   Inde

Atterrissage :
- Leonid Kyzym (2)
- Vladimir Soloviov (1)
- Oleg Atkov (1)

## Paramètres de la mission
- Masse  : 6850 kg
- Périgée: 195 km
- Apogée : 224 km
- Inclinaison: 51.6°
- Période: 88.7 minutes